# Saison 2010-2011 de la KHL
Saison précédente Saison suivante
La saison 2010-2011 est la troisième saison de la Ligue continentale de hockey (désignée par le sigle KHL).

## Palmarès de la saison
KHL
- Coupe d'Ouverture : OHK Dinamo.
- Coupe du Continent : Avangard Omsk.
- Coupe du champion de la conférence ouest : Atlant Mytichtchi.
- Coupe du champion de la conférence est : Salavat Ioulaïev Oufa.
- Coupe Gagarine : Salavat Ioulaïev Oufa.

VHL
- Coupe Bratine : Roubine Tioumen.

MHL
- Coupe Kharlamov : Krasnaïa Armia.

## KHL

### Saison régulière
Coupe d'Ouverture
- La saison régulière débute le 8 septembre 2010 par le match opposant les équipes finalistes de la saison précédentes, l'Ak Bars Kazan au OHK Dinamo.

| 8 septembre 2010 | Ak Bars Kazan | 1-3 (0-2, 0-1, 1-0) | OHK Dinamo |  |

| Feuille de match | Feuille de match                      | Feuille de match | Feuille de match                                                                                                | Feuille de match |
| ---------------- | ------------------------------------- | ---------------- | --- | ---------------- |
|                  | 46 min 06 s, Pesonen (Immonen, Hossa) |                  | 15 min 39 s, Balandine (Volkov, Kokarev) 16 min 02 s, Kolník (Štrbák, Komarov) SN 23 min 26 s, Graňák (Kokarev) |                  |
| Petri Vehanen    | Gardiens                              | Michael Garnett  | |                  |
| 12 min           | Pénalités                             | 10 min           | |                  |
| 34               | Tirs                                  | 32               | |                  |

Faits marquants
- Le 5 octobre 2010, le Tchèque Jan Marek (CSKA) est le premier joueur étranger à inscrire 100 buts dans le championnat de Russie. Quatre jours plus tôt, le Canadien David Nemirovsky (Minsk) avait réalisé cette performance, mais n'est pas considéré comme joueur étranger puisqu'il possède également la nationalité russe.
- Le 10 octobre 2010, Aleksandr Radoulov (Salavat Ioulaïev) inscrit face au Iougra un but après six secondes de jeu, nouveau record dans le championnat de Russie.
- Le 10 décembre 2010, le match entre le Vitiaz Tchekhov et l'Avangard Omsk débute par une bagarre générale après six secondes de jeu. L'entraîneur Andreï Nazarov aligne cinq attaquants (Sergueï Belokon et quatre bagarreurs, Darcy Verot, Ivan Larine, Denis Sergueïev, Josh Gratton) dès le coup d'envoi pour agresser les titulaires de l'Avangard[2]. Les titulaires adverses sont Roman Červenka, Aliakseï Kalioujny, Marek Svatoš, Martin Škoula, Alekseï Bondarev et Karri Rämö. Červenka et Škoula ont été hospitalisés. Onze mois auparavant, un match entre ces deux équipes avait déjà été interrompu. L'Avangard remporte le match 3-2. Le club d'Omsk a rédigé un communiqué de presse pour demander l'exclusion du Vitiaz de la KHL ainsi que d'interdire à vie toutes fonctions aux dirigeants et à l'encadrement du Vitiaz dans toutes les équipes de KHL, VHL et MHL[3]. Le lendemain, la commission de discipline a conformément aux infractions relevées durant le match et en fonction du passé des joueurs, suspendu les joueurs suivants : Belokon (3 matchs), Verot (2 matchs), Larine (4 matchs), Gratton (5 matchs). De plus, et conformément à l'article 29 qui vise à prévenir les blessures graves, ces sanctions ont été réactualisées. Vero, Larine, Belokon et Gratton écopent donc respectivement de 14, 14, 18 et 20 matchs de suspension. L'entraîneur Nazarov écope d'une amende de 400 000 roubles pour les blessures causées aux joueurs adverses. Le club d'Omsk et son directeur général Anatoli Bardine est sanctionné de 100 000 roubles pour violation du règlement en cours de jeu[4]. Le directeur général du Vitiaz Alekseï Jamnov a également écopé de 150 000 roubles.

#### Classement
La distribution des points s'effectue selon le système suivant :
- 3 points pour la victoire dans le temps réglementaire.
- 2 points pour la victoire en prolongation ou aux tirs au but.
- 1 point pour la défaite en prolongation ou aux tirs au but.
- 0 point pour la défaite dans le temps réglementaire.

Nota : PJ = parties jouées, V = victoires, VP = victoires en prolongations, VTF = victoires aux tirs de fusillade, D = défaites, DP = défaites en prolongation, DTF = défaites aux tirs de fusillade, BP = buts pour, BC = buts contre, Pts = points

##### Conférence Ouest
| Clt   | Équipe                | PJ | V  | VP | VF | D  | DP | DF | BP  | BC  | Pts |
| ----- | --------------------- | -- | -- | -- | -- | -- | -- | -- | --- | --- | --- |
| +001, | OHK Dinamo            | 54 | 28 | 1  | 1  | 16 | 4  | 4  | 149 | 131 | 96  |
| +002, | SKA Saint-Pétersbourg | 54 | 23 | 3  | 6  | 13 | 4  | 5  | 171 | 144 | 96  |
| +003, | Spartak Moscou        | 54 | 24 | 1  | 1  | 22 | 3  | 3  | 129 | 142 | 82  |
| +004, | Dinamo Riga           | 54 | 20 | 2  | 5  | 20 | 2  | 5  | 160 | 149 | 81  |
| +005, | CSKA Moscou           | 54 | 13 | 0  | 7  | 28 | 2  | 4  | 136 | 169 | 59  |

| Clt   | Équipe                 | PJ | V  | VP | VF | D  | DP | DF | BP  | BC  | Pts |
| ----- | ---------------------- | -- | -- | -- | -- | -- | -- | -- | --- | --- | --- |
| +001, | Lokomotiv Iaroslavl    | 54 | 33 | 1  | 1  | 14 | 1  | 4  | 203 | 143 | 108 |
| +002, | Atlant Mytichtchi      | 54 | 21 | 4  | 7  | 16 | 2  | 4  | 138 | 115 | 91  |
| +003, | Severstal Tcherepovets | 54 | 25 | 2  | 3  | 20 | 4  | 0  | 145 | 142 | 89  |
| +004, | Dinamo Minsk           | 54 | 17 | 3  | 5  | 22 | 2  | 5  | 150 | 155 | 74  |
| +005, | Torpedo Nijni Novgorod | 54 | 18 | 5  | 3  | 25 | 2  | 1  | 144 | 151 | 73  |
| +006, | Vitiaz Tchekhov        | 54 | 13 | 1  | 3  | 32 | 2  | 3  | 119 | 178 | 52  |

- Champion de la Koubok Kontinenta
- Champion de division
- Qualifié pour la Coupe Gagarine

##### Conférence Est
| Clt   | Équipe                   | PJ | V  | VP | VF | D  | DP | DF | BP  | BC  | Pts |
| ----- | ------------------------ | -- | -- | -- | -- | -- | -- | -- | --- | --- | --- |
| +001, | Avangard Omsk            | 54 | 31 | 9  | 2  | 9  | 1  | 2  | 176 | 120 | 118 |
| +002, | Salavat Ioulaïev Oufa    | 54 | 29 | 5  | 4  | 12 | 0  | 4  | 210 | 144 | 109 |
| +003, | Sibir Novossibirsk       | 54 | 22 | 2  | 4  | 21 | 4  | 1  | 133 | 131 | 83  |
| +004, | Barys Astana             | 54 | 20 | 2  | 2  | 21 | 3  | 6  | 155 | 152 | 77  |
| +005, | Amour Khabarovsk         | 54 | 13 | 1  | 1  | 32 | 4  | 3  | 112 | 173 | 50  |
| +006, | Metallourg Novokouznetsk | 54 | 8  | 1  | 3  | 33 | 5  | 4  | 105 | 186 | 41  |

- Champion de la Koubok Kontinenta
- Champion de division
- Qualifié pour la Coupe Gagarine

| Clt   | Équipe                      | PJ | V  | VP | VF | D  | DP | DF | BP  | BC  | Pts |
| ----- | --------------------------- | -- | -- | -- | -- | -- | -- | -- | --- | --- | --- |
| +001, | Ak Bars Kazan               | 54 | 29 | 2  | 3  | 12 | 3  | 5  | 181 | 133 | 105 |
| +002, | Metallourg Magnitogorsk     | 54 | 27 | 1  | 5  | 14 | 4  | 3  | 167 | 141 | 100 |
| +003, | Iougra Khanty-Mansiïsk      | 54 | 22 | 0  | 6  | 17 | 3  | 6  | 145 | 151 | 87  |
| +004, | Neftekhimik Nijnekamsk      | 54 | 22 | 1  | 2  | 26 | 2  | 1  | 159 | 162 | 75  |
| +005, | Traktor Tcheliabinsk        | 54 | 14 | 6  | 2  | 26 | 1  | 5  | 142 | 166 | 64  |
| +006, | Avtomobilist Iekaterinbourg | 54 | 10 | 6  | 4  | 31 | 1  | 2  | 134 | 184 | 53  |

- Champion de la Koubok Kontinenta
- Champion de division
- Qualifié pour la Coupe Gagarine

#### Effectif vainqueur
| Vainqueurs de la Koubok Kontinenta Avangard Omsk | Gardiens de but : Karri Rämö, Alekseï Kouznetsov, Oleg Chiline, Edouard Reïzvikh Défenseurs : Nick Angell, Dmitri Riabykine, Denis Kouliach, Alekseï Bondarev, Andreï Moukhatchiov, Martin Škoula, Andreï Pervychine, Anton Belov, Nikita Pivtsakine Attaquants : Roman Červenka, Petr Vampola, Vladimir Pervouchine, Anton Kourianov, Aleksandr Popov, Iegor Averine, Anton Malychev, Aleksandr Perejoguine, Sergueï Kalinine, Dmitri Siomine, Timofeï Chichkanov, Jaromír Jágr, Aliakseï Kalioujny (C), Igor Volkov, Dmitri Vlassenkov, Sergueï Sentiourine, Ievgueni Orlov Entraîneur : Raimo Summanen |

#### Meilleurs pointeurs
Nota : PJ = parties jouées, B = buts, A = assistances, Pts = points, Pun = minutes de pénalité
| Joueur             | Équipe                 | PJ | B  | A  | Pts | Pun |
| ------------------ | ---------------------- | -- | -- | -- | --- | --- |
| Aleksandr Radoulov | Salavat Ioulaïev Oufa  | 54 | 20 | 60 | 80  | 83  |
| Patrick Thoresen   | Salavat Ioulaïev Oufa  | 54 | 29 | 36 | 65  | 30  |
| Roman Červenka     | Avangard Omsk          | 51 | 31 | 30 | 61  | 56  |
| Sergueï Moziakine  | Atlant Mytichtchi      | 54 | 27 | 34 | 61  | 12  |
| Pavol Demitra      | Lokomotiv Iaroslavl    | 54 | 18 | 43 | 61  | 29  |
| Alekseï Morozov    | Ak Bars Kazan          | 53 | 21 | 35 | 56  | 24  |
| Josef Vašíček      | Lokomotiv Iaroslavl    | 54 | 24 | 31 | 55  | 34  |
| Jaromír Jágr       | Avangard Omsk          | 49 | 19 | 32 | 51  | 48  |
| Matt Ellison       | Torpedo Nijni Novgorod | 53 | 21 | 29 | 50  | 28  |
| Mattias Weinhandl  | SKA Saint-Pétersbourg  | 54 | 21 | 28 | 49  | 42  |

#### Meilleurs gardiens de but
Nota : PJ = parties jouées, MIN = temps de jeu (minutes), V= victoires, D = défaites, TFJ = fusillades jouées, BC = buts contre, BL = blanchissages, ARR% = pourcentage d'efficacité, MOY= moyenne de buts alloués
| Joueur               | Équipe                | PJ | V  | D  | ARR%   | MOY  | MIN            | BL |
| -------------------- | --------------------- | -- | -- | -- | ------ | ---- | -------------- | -- |
| Konstantin Barouline | Atlant Mytichtchi     | 28 | 13 | 9  | 92,5 % | 1,91 | 154 min 47 s   | 6  |
| Karri Rämö           | Avangard Omsk         | 44 | 33 | 6  | 92,5 % | 1,97 | 2 592 min 49 s | 5  |
| Jakub Štěpánek       | SKA Saint-Pétersbourg | 33 | 16 | 8  | 92,3 % | 2,05 | 1 844 min 06 s | 3  |
| Vitali Koval         | Atlant Mytichtchi     | 34 | 12 | 10 | 92,1 % | 2,07 | 1 766 min 55 s | 2  |
| Petri Vehanen        | Ak Bars Kazan         | 43 | 25 | 12 | 92,6 % | 2,10 | 2 538 min 01 s | 2  |
| Erik Ersberg         | Salavat Ioulaïev Oufa | 18 | 11 | 5  | 92,6 % | 2,12 | 991 min 28 s   | 4  |
| Vitali Ieremeïev     | Barys Astana          | 35 | 15 | 15 | 92,7 % | 2,30 | 2 035 min 13 s | 2  |

#### Meneurs
| Paramètre évalué          | Vainqueur                                    | Second                                        | Troisième                                    |
| ------------------------- | -------------------------------------------- | --------------------------------------------- | -------------------------------------------- |
| Buts                      | 31, Roman Červenka Avangard Omsk             | 29, Patrick Thoresen Salavat Ioulaïev Oufa    | 27, Sergueï Moziakine Atlant Mytichtchi      |
| Assistances               | 60, Aleksandr Radoulov Salavat Ioulaïev Oufa | 43, Pavol Demitra Lokomotiv Iaroslavl         | 36, Patrick Thoresen Salavat Ioulaïev Oufa   |
| Différentiel plus / moins | +27, Alekseï Morozov Ak Bars Kazan           | +27, Aleksandr Radoulov Salavat Ioulaïev Oufa | +26, Ievgueni Medvedev Ak Bars Kazan         |
| Pénalités                 | 182, Darcy Verot Vitiaz Tchekhov             | 170, Josh Gratton Vitiaz Tchekhov             | 130, Chris Simon Vitiaz Tchekhov, OHK Dinamo |
| Victoires (gardiens)      | 33, Karri Rämö Avangard Omsk                 | 25, Petri Vehanen Ak Bars Kazan               | 24, Dimitrij Kotschnew Lokomotiv Iaroslavl   |
| Moyenne de buts accordés  | 1,91, Konstantin Barouline Atlant Mytichtchi | 1,97, Karri Rämö Avangard Omsk                | 2,05, Jakub Štěpánek SKA Saint-Pétersbourg   |
| ARR%                      | 92,7 %, Vitali Ieremeïev Barys Astana        | 92,6 %, Erik Ersberg Salavat Ioulaïev Oufa    | 92,6 %, Petri Vehanen Ak Bars Kazan          |
| Blanchissages             | 7, Dominik Hašek Spartak Moscou              | 6, Konstantin Barouline Atlant Mytichtchi     | 5, Karri Rämö Avangard Omsk                  |

### Coupe Gagarine
|  | Huitièmes de finale | Huitièmes de finale     | Huitièmes de finale     |                         |                       | Quarts de finale      | Quarts de finale | Quarts de finale |  |   | Demi-finales          | Demi-finales | Demi-finales |  |   | Finale            | Finale | Finale |
|  |                     |                         |                         |                         |                       |                       |                  |                  |  |   |                       |              |              |  |   |                   |        |        |
|  | 1                   | Lokomotiv Iaroslavl     | 4                       |                         |                       |                       |                  |                  |  |   |                       |              |              |  |   |                   |        |        |
|  | 8                   | Dinamo Minsk            | 3                       |                         |                       |                       |                  |                  |  |   |                       |              |              |  |   |                   |        |        |
|  | 8                   | Dinamo Minsk            | 3                       |                         | 1                     | Lokomotiv Iaroslavl   | 4                |                  |  |   |                       |              |              |  |   |                   |        |        |
|  |                     |                         |                         |                         | 1                     | Lokomotiv Iaroslavl   | 4                |                  |  |   |                       |              |              |  |   |                   |        |        |
|  |                     |                         | 7                       | Dinamo Riga             | 1                     |                       |                  |                  |  |   |                       |              |              |  |   |                   |        |        |
|  | 2                   | OHK Dinamo              | 7                       | Dinamo Riga             | 1                     | 2                     |                  |                  |  |   |                       |              |              |  |   |                   |        |        |
|  | 2                   | OHK Dinamo              |                         |                         |                       | 2                     |                  |                  |  |   |                       |              |              |  |   |                   |        |        |
|  | 7                   | Dinamo Riga             | 4                       |                         |                       |                       |                  |                  |  |   |                       |              |              |  |   |                   |        |        |
|  | 7                   | Dinamo Riga             | 4                       |                         |                       |                       |                  |                  |  | 1 | Lokomotiv Iaroslavl   | 2            |              |  |   |                   |        |        |
|  | Conférence ouest    |                         |                         |                         |                       |                       |                  |                  |  | 1 | Lokomotiv Iaroslavl   | 2            |              |  |   |                   |        |        |
|  |                     | 4                       | Atlant Mytichtchi       | 4                       |                       |                       |                  |                  |  |   |                       |              |              |  |   |                   |        |        |
|  | 3                   | 4                       | Atlant Mytichtchi       | 4                       | SKA Saint-Pétersbourg | 4                     |                  |                  |  |   |                       |              |              |  |   |                   |        |        |
|  | 3                   |                         |                         |                         | SKA Saint-Pétersbourg | 4                     |                  |                  |  |   |                       |              |              |  |   |                   |        |        |
|  | 6                   | HK Spartak Moscou       | 0                       |                         |                       |                       |                  |                  |  |   |                       |              |              |  |   |                   |        |        |
|  | 6                   | HK Spartak Moscou       | 0                       |                         | 3                     | SKA Saint-Pétersbourg | 3                |                  |  |   |                       |              |              |  |   |                   |        |        |
|  |                     |                         |                         |                         | 3                     | SKA Saint-Pétersbourg | 3                |                  |  |   |                       |              |              |  |   |                   |        |        |
|  |                     |                         | 4                       | Atlant Mytichtchi       | 4                     |                       |                  |                  |  |   |                       |              |              |  |   |                   |        |        |
|  | 4                   | Atlant Mytichtchi       | 4                       | Atlant Mytichtchi       | 4                     | 4                     |                  |                  |  |   |                       |              |              |  |   |                   |        |        |
|  | 4                   | Atlant Mytichtchi       |                         |                         |                       | 4                     |                  |                  |  |   |                       |              |              |  |   |                   |        |        |
|  | 5                   | Severstal Tcherepovets  | 2                       |                         |                       |                       |                  |                  |  |   |                       |              |              |  |   |                   |        |        |
|  | 5                   | Severstal Tcherepovets  | 2                       |                         |                       |                       |                  |                  |  |   |                       |              |              |  | 4 | Atlant Mytichtchi | 1      |        |
|  |                     |                         |                         |                         |                       |                       |                  |                  |  |   |                       |              |              |  | 4 | Atlant Mytichtchi | 1      |        |
|  |                     | 3                       | Salavat Ioulaïev Oufa   | 4                       |                       |                       |                  |                  |  |   |                       |              |              |  |   |                   |        |        |
|  | 3                   | 3                       | Salavat Ioulaïev Oufa   | 4                       | Salavat Ioulaïev Oufa | 4                     |                  |                  |  |   |                       |              |              |  |   |                   |        |        |
|  | 3                   |                         |                         |                         | Salavat Ioulaïev Oufa | 4                     |                  |                  |  |   |                       |              |              |  |   |                   |        |        |
|  | 6                   | Sibir Novossibirsk      | 0                       |                         |                       |                       |                  |                  |  |   |                       |              |              |  |   |                   |        |        |
|  | 6                   | Sibir Novossibirsk      | 0                       |                         | 3                     | Salavat Ioulaïev Oufa | 4                |                  |  |   |                       |              |              |  |   |                   |        |        |
|  |                     |                         |                         |                         | 3                     | Salavat Ioulaïev Oufa | 4                |                  |  |   |                       |              |              |  |   |                   |        |        |
|  |                     |                         | 2                       | Ak Bars Kazan           | 1                     |                       |                  |                  |  |   |                       |              |              |  |   |                   |        |        |
|  | 2                   | Ak Bars Kazan           | 2                       | Ak Bars Kazan           | 1                     | 4                     |                  |                  |  |   |                       |              |              |  |   |                   |        |        |
|  | 2                   | Ak Bars Kazan           |                         |                         |                       | 4                     |                  |                  |  |   |                       |              |              |  |   |                   |        |        |
|  | 7                   | Barys Astana            | 0                       |                         |                       |                       |                  |                  |  |   |                       |              |              |  |   |                   |        |        |
|  | 7                   | Barys Astana            | 0                       |                         |                       |                       |                  |                  |  | 3 | Salavat Ioulaïev Oufa | 4            |              |  |   |                   |        |        |
|  | Conférence est      |                         |                         |                         |                       |                       |                  |                  |  | 3 | Salavat Ioulaïev Oufa | 4            |              |  |   |                   |        |        |
|  |                     | 4                       | Metallourg Magnitogorsk | 3                       |                       |                       |                  |                  |  |   |                       |              |              |  |   |                   |        |        |
|  | 1                   | 4                       | Metallourg Magnitogorsk | 3                       | Avangard Omsk         | 4                     |                  |                  |  |   |                       |              |              |  |   |                   |        |        |
|  | 1                   |                         |                         |                         | Avangard Omsk         | 4                     |                  |                  |  |   |                       |              |              |  |   |                   |        |        |
|  | 8                   | Neftekhimik Nijnekamsk  | 3                       |                         |                       |                       |                  |                  |  |   |                       |              |              |  |   |                   |        |        |
|  | 8                   | Neftekhimik Nijnekamsk  | 3                       |                         | 1                     | Avangard Omsk         | 3                |                  |  |   |                       |              |              |  |   |                   |        |        |
|  |                     |                         |                         |                         | 1                     | Avangard Omsk         | 3                |                  |  |   |                       |              |              |  |   |                   |        |        |
|  |                     |                         | 4                       | Metallourg Magnitogorsk | 4                     |                       |                  |                  |  |   |                       |              |              |  |   |                   |        |        |
|  | 4                   | Metallourg Magnitogorsk | 4                       | Metallourg Magnitogorsk | 4                     | 4                     |                  |                  |  |   |                       |              |              |  |   |                   |        |        |
|  | 4                   | Metallourg Magnitogorsk |                         |                         |                       | 4                     |                  |                  |  |   |                       |              |              |  |   |                   |        |        |
|  | 5                   | Iougra Khanty-Mansiïsk  | 2                       |                         |                       |                       |                  |                  |  |   |                       |              |              |  |   |                   |        |        |

#### Détail des scores

##### Huitièmes de finale
| Date       | Équipe domicile     | Score    | Équipe visiteuse    | Note                                     |
| ---------- | ------------------- | -------- | ------------------- | ---------------------------------------- |
| 23 février | Lokomotiv Iaroslavl | 7-4      | Dinamo Minsk        | Doublé d'Aleksandr Kalianine (Lokomotiv) |
| 24 février | Lokomotiv Iaroslavl | 1-4      | Dinamo Minsk        | Doublé d'Andreï Mikhaliov                |
| 26 février | Dinamo Minsk        | 4-1      | Lokomotiv Iaroslavl |                                          |
| 27 février | Dinamo Minsk        | 2-4      | Lokomotiv Iaroslavl | Doublé d'Aleksandr Kalianine (Lokomotiv) |
| 1er mars   | Lokomotiv Iaroslavl | 2-1 a.p. | Dinamo Minsk        | But victorieux d'Aleksandr Kalianine     |
| 3 mars     | Dinamo Minsk        | 5-3      | Lokomotiv Iaroslavl |                                          |
| 5 mars     | Lokomotiv Iaroslavl | 6-1      | Dinamo Minsk        |                                          |

| Date       | Équipe domicile | Score    | Équipe visiteuse | Note                                |
| ---------- | --------------- | -------- | ---------------- | ----------------------------------- |
| 23 février | OHK Dinamo      | 1-2 a.p. | Dinamo Riga      | But victorieux d'Oskars Cibuļskis   |
| 24 février | OHK Dinamo      | 8-4      | Dinamo Riga      | Doublé de Chris Simon (OHK Dinamo)  |
| 26 février | Dinamo Riga     | 5-1      | OHK Dinamo       | Doublé de Miķelis Rēdlihs           |
| 27 février | Dinamo Riga     | 2-1 a.p. | OHK Dinamo       | But victorieux de Krišjānis Rēdlihs |
| 1er mars   | OHK Dinamo      | 3-1      | Dinamo Riga      |                                     |
| 3 mars     | Dinamo Riga     | 2-1 a.p. | OHK Dinamo       | But victorieux de Jānis Sprukts     |

| Date       | Équipe domicile       | Score    | Équipe visiteuse      | Note                                |
| ---------- | --------------------- | -------- | --------------------- | ----------------------------------- |
| 23 février | SKA Saint-Pétersbourg | 4-3 a.p. | HK Spartak Moscou     | But victorieux de Mattias Weinhandl |
| 24 février | SKA Saint-Pétersbourg | 4-3 a.p. | HK Spartak Moscou     | But victorieux de Mattias Weinhandl |
| 26 février | HK Spartak Moscou     | 2-5      | SKA Saint-Pétersbourg | Doublé de Maksim Afinoguenov (SKA)  |
| 27 février | HK Spartak Moscou     | 3-4      | SKA Saint-Pétersbourg | But victorieux de Petr Průcha       |

| Date       | Équipe domicile        | Score    | Équipe visiteuse       | Note                                                                     |
| ---------- | ---------------------- | -------- | ---------------------- | ------------------------------------------------------------------------ |
| 23 février | Atlant Mytichtchi      | 3-2 a.p. | Severstal Tcherepovets | But victorieux de Jaroslav Obšut                                         |
| 24 février | Atlant Mytichtchi      | 2-5      | Severstal Tcherepovets |                                                                          |
| 26 février | Severstal Tcherepovets | 2-1      | Atlant Mytichtchi      | Doublé de Ievgueni Ketov                                                 |
| 27 février | Severstal Tcherepovets | 1-8      | Atlant Mytichtchi      | Coup du chapeau d'Oleg Petrov                                            |
| 1er mars   | Atlant Mytichtchi      | 2-1      | Severstal Tcherepovets | But victorieux d'Alekseï Tsvetkov                                        |
| 3 mars     | Severstal Tcherepovets | 0-1      | Atlant Mytichtchi      | But victorieux de Sergueï Moziakine Blanchissage de Konstantin Barouline |

| Date       | Équipe domicile        | Score    | Équipe visiteuse       | Note                                               |
| ---------- | ---------------------- | -------- | ---------------------- | -------------------------------------------------- |
| 24 février | Avangard Omsk          | 1-2 a.p. | Neftekhimik Nijnekamsk | Doublé d'Igor Polygalov                            |
| 25 février | Avangard Omsk          | 1-0 a.p. | Neftekhimik Nijnekamsk | Blanchissage de Karri Rämö But de Dmitri Siomine   |
| 27 février | Neftekhimik Nijnekamsk | 3-2      | Avangard Omsk          | But vainqueur de Libor Pivko                       |
| 28 février | Neftekhimik Nijnekamsk | 1-3      | Avangard Omsk          |                                                    |
| 2 mars     | Avangard Omsk          | 1-4      | Neftekhimik Nijnekamsk |                                                    |
| 4 mars     | Neftekhimik Nijnekamsk | 2-3      | Avangard Omsk          | But victorieux d'Anton Kourianov (doublé)          |
| 6 mars     | Avangard Omsk          | 7-3      | Neftekhimik Nijnekamsk | Doublés de Roman Červenka et Aleksandr Perejoguine |

| Date       | Équipe domicile | Score | Équipe visiteuse | Note                                                |
| ---------- | --------------- | ----- | ---------------- | --------------------------------------------------- |
| 24 février | Ak Bars Kazan   | 1-0   | Barys Astana     | Blanchissage de Petri Vehanen But de Jarkko Immonen |
| 25 février | Ak Bars Kazan   | 3-0   | Barys Astana     | Blanchissage de Petri Vehanen                       |
| 27 février | Barys Astana    | 1-6   | Ak Bars Kazan    | Quatre points dont deux buts d'Alekseï Morozov      |
| 28 février | Barys Astana    | 2-4   | Ak Bars Kazan    | Doublé de Danis Zaripov                             |

| Date       | Équipe domicile       | Score | Équipe visiteuse      | Note                                                      |
| ---------- | --------------------- | ----- | --------------------- | --------------------------------------------------------- |
| 24 février | Salavat Ioulaïev Oufa | 5-2   | Sibir Novossibirsk    | Doublés d'Igor Grigorenko et Piotr Stchastlivy            |
| 25 février | Salavat Ioulaïev Oufa | 3-1   | Sibir Novossibirsk    |                                                           |
| 27 février | Sibir Novossibirsk    | 2-6   | Salavat Ioulaïev Oufa | Doublé de Robert Nilsson                                  |
| 28 février | Sibir Novossibirsk    | 0-5   | Salavat Ioulaïev Oufa | Blanchissage de Vitali Kolesnik Doublé d'Aleksandr Svitov |

| Date       | Équipe domicile         | Score    | Équipe visiteuse        | Note                                    |
| ---------- | ----------------------- | -------- | ----------------------- | --------------------------------------- |
| 24 février | Metallourg Magnitogorsk | 4-2      | Iougra Khanty-Mansiïsk  |                                         |
| 25 février | Metallourg Magnitogorsk | 1-2      | Iougra Khanty-Mansiïsk  | But vainqueur d'Alekseï Pepeliaïev      |
| 27 février | Iougra Khanty-Mansiïsk  | 4-3      | Metallourg Magnitogorsk | But vainqueur de Mikhaïl Tiouliapkine   |
| 28 février | Iougra Khanty-Mansiïsk  | 1-2      | Metallourg Magnitogorsk | But vainqueur de Denis Platonov         |
| 2 mars     | Metallourg Magnitogorsk | 4-3 a.p. | Iougra Khanty-Mansiïsk  | But vainqueur de Gleb Klimenko (doublé) |
| 4 mars     | Iougra Khanty-Mansiïsk  | 1-4      | Metallourg Magnitogorsk |                                         |

##### Quart de finale
| Date    | Équipe domicile     | Score    | Équipe visiteuse    | Note |
| ------- | ------------------- | -------- | ------------------- | --- |
| 8 mars  | Lokomotiv Iaroslavl | 4-2      | Dinamo Riga         | |
| 10 mars | Lokomotiv Iaroslavl | 3-5      | Dinamo Riga         | |
| 12 mars | Dinamo Riga         | 4-8      | Lokomotiv Iaroslavl | Triplé de Daniel Tjärnqvist (Lokomotiv)                                                                 |
| 14 mars | Dinamo Riga         | 2-6      | Lokomotiv Iaroslavl | |
| 16 mars | Lokomotiv Iaroslavl | 5-4 a.p. | Dinamo Riga         | Doublés d'Aleksandr Kalianine (but victorieux), Aleksandr Galimov (Lokomotiv), et Lauris Dārziņš (Riga) |

| Date    | Équipe domicile       | Score    | Équipe visiteuse      | Note                                          |
| ------- | --------------------- | -------- | --------------------- | --------------------------------------------- |
| 8 mars  | SKA Saint Pétersbourg | 5-3      | Atlant Mytichtchi     |                                               |
| 10 mars | SKA Saint Pétersbourg | 1-3      | Atlant Mytichtchi     |                                               |
| 12 mars | Atlant Mytichtchi     | 0-3      | SKA Saint Pétersbourg | Blanchissage de Jakub Štěpánek.               |
| 14 mars | Atlant Mytichtchi     | 1-2 a.p. | SKA Saint Pétersbourg | But victorieux de Sergueï Bryline             |
| 16 mars | SKA Saint Pétersbourg | 1-3      | Atlant Mytichtchi     |                                               |
| 18 mars | Atlant Mytichtchi     | 2-1      | SKA Saint Pétersbourg | But victorieux de Jan Marek                   |
| 20 mars | SKA Saint Pétersbourg | 2-3 a.p. | Atlant Mytichtchi     | But victorieux de Dmitri Bykov à 69 min 52 s. |

| Date    | Équipe domicile         | Score    | Équipe visiteuse        | Note                                                                 |
| ------- | ----------------------- | -------- | ----------------------- | -------------------------------------------------------------------- |
| 9 mars  | Avangard Omsk           | 2-4      | Metallourg Magnitogorsk | But victorieux de Denis Platonov (doublé)                            |
| 11 mars | Avangard Omsk           | 3-4 a.p. | Metallourg Magnitogorsk | But victorieux de Juhamatti Aaltonen                                 |
| 13 mars | Metallourg Magnitogorsk | 3-6      | Avangard Omsk           | Doublé d'Aleksandr Perejoguine (Avangard)                            |
| 15 mars | Metallourg Magnitogorsk | 2-3 a.p. | Avangard Omsk           | But victorieux d'Andreï Pervychine à 19 min 11 s                     |
| 17 mars | Avangard Omsk           | 4-3 a.p. | Metallourg Magnitogorsk | But victorieux d'Andreï Pervychine à 86 min 04 s                     |
| 19 mars | Metallourg Magnitogorsk | 2-1      | Avangard Omsk           | But victorieux de Stanislav Tchistov                                 |
| 21 mars | Avangard Omsk           | 0-2      | Metallourg Magnitogorsk | Blanchissage de Gueorgui Guelachvili But victorieux de Gleb Klimenko |

| Date    | Équipe domicile       | Score    | Équipe visiteuse      | Note                                                 |
| ------- | --------------------- | -------- | --------------------- | ---------------------------------------------------- |
| 9 mars  | Ak Bars Kazan         | 2-3 a.p. | Salavat Ioulaïev Oufa | But victorieux de Vladimir Antipov.                  |
| 11 mars | Ak Bars Kazan         | 1-3      | Salavat Ioulaïev Oufa |                                                      |
| 13 mars | Salavat Ioulaïev Oufa | 2-1 a.p. | Ak Bars Kazan         | But victorieux d'Oleg Saprykine                      |
| 15 mars | Salavat Ioulaïev Oufa | 0-4      | Ak Bars Kazan         | Blanchissage de Petri Vehanen                        |
| 17 mars | Ak Bars Kazan         | 0-1      | Salavat Ioulaïev Oufa | Blanchissage d'Erik Ersberg But d'Aleksandr Radoulov |

##### Demi-finales
| Date    | Équipe domicile     | Score    | Équipe visiteuse    | Note                                    |
| ------- | ------------------- | -------- | ------------------- | --------------------------------------- |
| 23 mars | Lokomotiv Iaroslavl | 1-6      | Atlant Mytichtchi   | Doublé d'Ivan Nepriaïev                 |
| 25 mars | Lokomotiv Iaroslavl | 2-3 a.p. | Atlant Mytichtchi   | But vainqueur d'Igor Moussatov (doublé) |
| 27 mars | Atlant Mytichtchi   | 3-1      | Lokomotiv Iaroslavl | But vainqueur de Vadim Khomitski        |
| 29 mars | Atlant Mytichtchi   | 2-4      | Lokomotiv Iaroslavl |                                         |
| 31 mars | Lokomotiv Iaroslavl | 3-2 a.p. | Atlant Mytichtchi   | But vainqueur d'Ivan Tkatchenko         |
| 2 avril | Atlant Mytichtchi   | 8-2      | Lokomotiv Iaroslavl | Triplé d'Oleg Petrov                    |

| Date      | Équipe domicile         | Score    | Équipe visiteuse        | Note                                                |
| --------- | ----------------------- | -------- | ----------------------- | --------------------------------------------------- |
| 24 mars   | Salavat Ioulaïev Oufa   | 4-3      | Metallourg Magnitogorsk |                                                     |
| 26 mars   | Salavat Ioulaïev Oufa   | 4-0      | Metallourg Magnitogorsk | Blanchissage d'Erik Ersberg                         |
| 28 mars   | Metallourg Magnitogorsk | 2-1 a.p. | Salavat Ioulaïev Oufa   | But vainqueur de Pavel Zdounov                      |
| 30 mars   | Metallourg Magnitogorsk | 2-4      | Salavat Ioulaïev Oufa   |                                                     |
| 1er avril | Salavat Ioulaïev Oufa   | 3-4      | Metallourg Magnitogorsk |                                                     |
| 3 avril   | Metallourg Magnitogorsk | 5-3      | Salavat Ioulaïev Oufa   | Doublé de Gleb Klimenko                             |
| 5 avril   | Salavat Ioulaïev Oufa   | 1-0      | Metallourg Magnitogorsk | Blanchissage d'Erik Ersberg But de Vladimir Antipov |

##### Finale
| Date     | Équipe domicile       | Score    | Équipe visiteuse      | Note                                                                 |
| -------- | --------------------- | -------- | --------------------- | -------------------------------------------------------------------- |
| 8 avril  | Salavat Ioulaïev Oufa | 2-1 a.p. | Atlant Mytichtchi     | But victorieux d'Andreï Kouteïkine.                                  |
| 10 avril | Salavat Ioulaïev Oufa | 3-1      | Atlant Mytichtchi     | Doublé d'Igor Grigorenko.                                            |
| 12 avril | Atlant Mytichtchi     | 2-3      | Salavat Ioulaïev Oufa | But victorieux de Patrick Thoresen                                   |
| 14 avril | Atlant Mytichtchi     | 4-0      | Salavat Ioulaïev Oufa | Blanchissage de Konstantin Barouline But victorieux d'Igor Moussatov |
| 16 avril | Salavat Ioulaïev Oufa | 3-2      | Atlant Mytichtchi     | But victorieux d'Aleksandr Svitov                                    |

#### Vainqueurs de la Coupe Gagarine
| Vainqueurs de la Coupe Gagarine Vainqueurs de la Conférence est Salavat Ioulaïev Oufa | Gardiens de but : Erik Ersberg, Vitali Kolesnik, Aleksandr Ieriomenko Défenseurs : Miroslav Blaťák, Mikhaïl Grigoriev, Andreï Kouteïkine, Dmitri Kalinine, Kirill Koltsov, Maksim Kondratiev, Vitali Prochkine, Aleksandr Riazantsev, Tomáš Starosta, Oleg Tverdovski Attaquants : Vladimir Antipov, Igor Grigorenko, Kanstantsin Kaltsow (), Jakub Klepiš, Viatcheslav Kozlov, Viktor Kozlov, Robert Nilsson, Aleksandr Pankov, Aleksandr Radoulov, Oleg Saprykine, Piotr Stchastlivy, Aleksandr Svitov, Andreï Taratoukhine, Patrick Thoresen, Sergueï Zinoviev Entraîneurs : Viatcheslav Bykov, Igor Zakharkine |

#### Finaliste
| Vainqueurs de la Conférence ouest Atlant Mytichtchi | Gardiens : Konstantin Barouline, Vitali Koval, Dmitri Iakovlev, Ilia Andrioukhov Défenseurs : Dmitri Bykov, Stanislav Glazounov, Ilia Gorokhov (A), Vadim Khomitski, Ievgueni Nourislamov, Jaroslav Obšut, Roman Roukavichnikov, Maksim Semionov, Pavel Trakhanov, Andreï Ziouzine Attaquants : Jan Bulis, Fiodor Fiodorov, Alekseï Gloukhov, Vadim Iepantchintsev, Zbyněk Irgl, Ilia Kabloukov, Eduard Lewandowski, Oleg Li, Dmitri Oupper, Jan Marek, Igor Moussatov, Sergueï Moziakine (C), Ivan Nepriaïev, Aleksandr Nesterov, Oleg Petrov (A) Entraîneur : Miloš Říha |

#### Statistiques individuelles

##### Meneurs
| Buts                               | Gleb Klimenko (Magnitogorsk)                                                                          | 10   |
| Aides                              | Josef Vašíček (Iaroslavl) Pavol Demitra (Iaroslavl) Patrick Thoresen (Oufa) Aleksandr Radoulov (Oufa) | 15   |
| Points                             | Josef Vašíček (Iaroslavl)                                                                             | 22   |
| Lancers                            | Sergueï Moziakine (Mytichtchi)                                                                        | 77   |
| Plus/minus                         | Patrick Thoresen (Oufa) Ilia Gorokhov (Mytichtchi)                                                    | +11  |
| Pénalités                          | Fiodor Fiodorov (Mytichtchi)                                                                          | 65   |
| Victoires (gardiens)               | Erik Ersberg (Oufa)                                                                                   | 15   |
| Moyenne de but encaissés par match | Petri Vehanen (Kazan)                                                                                 | 1.32 |
| Pourcentage d'arrêts               | Petri Vehanen (Kazan)                                                                                 | 95.7 |
| Blanchissages                      | Petri Vehanen (Kazan) Erik Ersberg (Oufa)                                                             | 3    |

Gardiens de but : minimum 5 matchs joués

#### Meilleurs pointeurs
Nota : PJ = parties jouées, B = buts, A = assistances, Pts = points, Pun = minutes de pénalité
| Joueur             | Équipe                | PJ | B | A  | Pts | +/- | Pun |
| ------------------ | --------------------- | -- | - | -- | --- | --- | --- |
| Josef Vašíček      | Lokomotiv Iaroslavl   | 18 | 7 | 15 | 22  | +6  | 16  |
| Sergueï Moziakine  | Atlant Mytichtchi     | 23 | 8 | 13 | 21  | –2  | 2   |
| Pavol Demitra      | Lokomotiv Iaroslavl   | 18 | 6 | 15 | 21  | +10 | 4   |
| Patrick Thoresen   | Salavat Ioulaïev Oufa | 21 | 3 | 15 | 18  | +11 | 16  |
| Aleksandr Radoulov | Salavat Ioulaïev Oufa | 21 | 3 | 15 | 18  | +10 | 42  |

#### Meilleurs gardiens de buts
Nota :  PJ = parties jouées, MIN = temps de jeu (minutes), V= victoires, D = défaites, TFJ = fusillades jouées, BC = buts contre, BL = blanchissages, ARR% = pourcentage d'efficacité, MOY= moyenne de buts alloués
| Joueur               | Équipe                | PJ | Min           | V  | D  | BC | %Arr | Moy   | BL   |
| -------------------- | --------------------- | -- | ------------- | -- | -- | -- | ---- | ----- | ---- |
| Petri Vehanen        | Ak Bars Kazan         | 9  | 543 min 49 s  | 5  | 4  | 12 | 3    | 0,957 | 1,32 |
| Erik Ersberg         | Salavat Ioulaïev Oufa | 20 | 1118 min 23 s | 15 | 3  | 36 | 3    | 0,933 | 1,93 |
| Robert Esche         | Dinamo Minsk          | 4  | 215 min 38 s  | 2  | 2  | 7  | 0    | 0,942 | 1,95 |
| Konstantin Barouline | Atlant Mytichtchi     | 22 | 1286 min 09 s | 11 | 10 | 44 | 2    | 0,928 | 2,05 |
| Jakub Štěpánek       | SKA Saint-Pétersbourg | 11 | 698 min 22 s  | 7  | 4  | 25 | 1    | 0,920 | 2,15 |

### Classement final
| Place | Équipe                      |
| ----- | --------------------------- |
| 1     | Salavat Ioulaïev Oufa       |
| 2     | Atlant Mytichtchi           |
| 3     | Lokomotiv Iaroslavl         |
| 4     | Metallourg Magnitogorsk     |
| 5     | Avangard Omsk               |
| 6     | Ak Bars Kazan               |
| 7     | SKA Saint-Pétersbourg       |
| 8     | Dinamo Riga                 |
| 9     | OHK Dinamo                  |
| 10    | Severstal Tcherepovets      |
| 11    | Iougra Khanty-Mansiïsk      |
| 12    | Sibir Novossibirsk          |
| 13    | HK Spartak Moscou           |
| 14    | Barys Astana                |
| 15    | Neftekhimik Nijnekamsk      |
| 16    | Dinamo Minsk                |
| 17    | Torpedo Nijni Novgorod      |
| 18    | Traktor Tcheliabinsk        |
| 19    | HK CSKA Moscou              |
| 20    | Avtomobilist Iekaterinbourg |
| 21    | Vitiaz Tchekhov             |
| 22    | Amour Khabarovsk            |
| 23    | Metallourg Novokouznetsk    |

### Trophées
| Trophée                                                                           | Récipiendaire |
| --------------------------------------------------------------------------------- | --- |
| Trophée Vsevolod Bobrov de l'équipe ayant marqué le plus de buts                  | Salavat Ioulaïev Oufa, 269 buts |
| Meilleur pointeur                                                                 | Aleksandr Radoulov (Salavat Ioulaïev Oufa), 80 points |
| Meilleur pointeur chez les défenseurs                                             | Karel Rachůnek (Lokomotiv Iaroslavl), 46 points |
| Meilleur buteur                                                                   | Roman Červenka (Avangard Omsk), 31 buts |
| Meilleur différentiel plus-moins                                                  | Alekseï Morozov (Ak Bars Kazan), +27 |
| Meilleur entraîneur                                                               | Miloš Říha (Atlant Mytichtchi) |
| Trophée Valentin Sytch du meilleur dirigeant                                      | Nikolaï Kourapov (Salavat Ioulaïev Oufa) |
| Joueur avec le meilleur esprit sportif                                            | Vitali Novopachine (Barys Astana) ; Sergueï Moziakine (Atlant Mytichtchi) |
| Trophée Seconde du buteur le plus rapide Trophée Seconde du buteur le plus tardif | Aleksandr Radoulov (Salavat Ioulaïev Oufa), 6 secondes Andreï Pervychine (Avangard Omsk), 109 minutes, 11 secondes |
| Trophée Ironman (plus de matchs en trois ans)                                     | Ivan Tkatchenko (Lokomotiv Iaroslavl), 220 matchs |
| Meilleur gardien (sur vote des entraîneurs)                                       | Konstantin Barouline (Atlant Mytichtchi) |
| Meilleur joueur des séries éliminatoires                                          | Konstantin Barouline (Atlant Mytichtchi) |
| Meilleur joueur (crosse d'or)                                                     | Aleksandr Radoulov (Salavat Ioulaïev Oufa) |
| Trophée du meilleur trio (ligne la plus prolifique en buts)                       | Charles Linglet - Ryan Vesce - Matt Ellison (Torpedo Nijni Novgorod), 58 buts |
| Équipe type (casque d'or)                                                         | Erik Ersberg (Salavat Ioulaïev Oufa) ; Sandis Ozoliņš (Dinamo Riga) ; Kirill Koltsov (Salavat Ioulaïev Oufa) ; Aleksandr Radoulov (Salavat Ioulaïev Oufa) ; Igor Grigorenko (Salavat Ioulaïev Oufa) ; Sergueï Moziakine (Atlant Mytichtchi) |
| Trophée Tcherepanov (de la meilleure recrue)                                      | Pavel Zdounov (Metallourg Magnitogorsk) |
| Meilleur vétéran                                                                  | Sergueï Fiodorov (Metallourg Magnitogorsk) |
| Trophée Andreï Staravoïtov du meilleur arbitre                                    | Eduards Odiņš (Riga) |
| Trophée Dmitri Ryjkov du meilleur journaliste                                     | Pavel Lyssenkov (Sovetski Sport) |
| Meilleurs commentateurs & analystes                                               | Oleg Mossaliov (télévision KHL), Andreï Iourtaïev (télévision KHL), Aleksandr Tkatchiov (Russie-2) |
| Meilleure chaine de TV                                                            | TV-100 (Saint-Pétersbourg) |

### Meilleurs joueurs
Chaque mois, les analystes de la KHL élisent les joueurs les plus méritants.
Un joueur est considéré débutant s'il est né après le 1er janvier 1988 et s'il a disputé moins de vingt matchs au plus haut niveau russe avant cette saison.
| Mois                | Gardien                                    | Défenseur                                 | Attaquant                                  | Débutant                                    |
| ------------------- | ------------------------------------------ | ----------------------------------------- | ------------------------------------------ | ------------------------------------------- |
| Septembre           | Bernd Brückler (Torpedo Nijni Novgorod)    | Sandis Ozoliņš (Dinamo Riga)              | Denis Platonov (Metallourg Magnitogorsk)   | Iaroslav Khabarov (Metallourg Magnitogorsk) |
| Octobre             | Mikhaïl Birioukov (Iougra Khanty-Mansiïsk) | Maksim Soloviov (OHK Dinamo)              | Roman Červenka (Avangard Omsk)             | Aleksandr Ossipov (Amour Khabarovsk)        |
| Novembre            | Karri Rämö (Avangard Omsk)                 | Johan Fransson (SKA Saint-Pétersbourg)    | Sergueï Moziakine (Atlant Mytichtchi)      | Dinar Khafizoulline (Vitiaz Tchekhov)       |
| Décembre            | Petri Vehanen (Ak Bars Kazan)              | Aleksandr Gouskov (Lokomotiv Iaroslavl)   | Sergueï Moziakine (Atlant Mytichtchi)      | Aleksandr Pankov (Salavat Ioulaïev Oufa)    |
| Janvier             | Dominik Hašek (HK Spartak Moscou)          | Kevin Dallman (Barys Astana)              | Pavol Demitra (Lokomotiv Iaroslavl)        | Grigori Jeldakov (HK Spartak Moscou)        |
| Février             | Petri Vehanen (Ak Bars Kazan)              | Karel Rachůnek (Lokomotiv Iaroslavl)      | Aleksandr Radoulov (Salavat Ioulaïev Oufa) | Mikhaïl Stefanovitch (Dinamo Minsk)         |
| Huitièmes de finale | Petri Vehanen (Ak Bars Kazan)              | Kirill Koltsov (Salavat Ioulaïev Oufa)    | Mattias Weinhandl (SKA Saint-Pétersbourg)  | Grigori Jeldakov (HK Spartak Moscou)        |
| Quarts de finale    | Erik Ersberg (Salavat Ioulaïev Oufa)       | Karel Rachůnek (Lokomotiv Iaroslavl)      | Aleksandr Galimov (Lokomotiv Iaroslavl)    | Pavel Zdounov (Metallourg Magnitogorsk)     |
| Mars                | Erik Ersberg (Salavat Ioulaïev Oufa)       | Marat Kalimouline (Lokomotiv Iaroslavl)   | Gleb Klimenko (Metallourg Magnitogorsk)    | Pavel Zdounov (Metallourg Magnitogorsk)     |
| Demi-finales        | Konstantin Barouline (Atlant Mytichtchi)   | Kirill Koltsov (Salavat Ioulaïev Oufa)    | Sergueï Fiodorov (Metallourg Magnitogorsk) | Pavel Zdounov (Metallourg Magnitogorsk)     |
| Finale              | Konstantin Barouline (Atlant Mytichtchi)   | Andreï Kouteïkine (Salavat Ioulaïev Oufa) | Jan Marek (Atlant Mytichtchi)              | -                                           |

### Match des étoiles
Le troisième Match des étoiles de la KHL se déroule le 5 février 2011 au palais de glace de Saint-Pétersbourg. Il oppose la Conférence Ouest d'Alekseï Iachine à la Conférence Est de Jaromír Jágr. L'équipe Jágr s'impose 18-16.

## VHL
La VHL (Ligue majeure de hockey) est la deuxième division du championnat de Russie après la KHL. La plupart de ces équipes sont affiliées à un club de KHL.

## MHL
La Molodiojnaïa Hokkeïnaïa Liga (désignée par le sigle MHL) est le championnat des équipes juniors de la KHL.